# 21 septembre
Pour les articles homonymes, voir 21 septembre (homonymie).
21 août 21 octobre
Chronologies thématiques
- Croisades
- Ferroviaires
- Sports
- Disney
- Anarchisme
- Catholicisme

Abréviations / Voir aussi
- (° 1852) = né en 1852
- († 1885) = mort en 1885
- a.s. = calendrier julien
- n.s. = calendrier grégorien
- Calendrier
- Calendrier perpétuel
- Liste de calendriers
- Naissances du jour

Le 21 septembre est le 264e jour de l'année du calendrier grégorien, 265e lorsqu'elle est bissextile (il en reste ensuite 101).
C'est une première date possible mais peu fréquente (en 2092 pour la première fois depuis l'instauration du calendrier grégorien en 1582, puis en 2096, puis à nouveau en 2464) pour l'équinoxe de septembre qui marque le début de l'automne dans l'hémisphère nord terrestre et le début du printemps dans l'hémisphère sud.
C'est aussi généralement l'équivalent du cinquième et dernier des jours complémentaires (en principe du 17 au 21), clôturant l'année du calendrier républicain ou révolutionnaire français, officiellement dénommé jour des récompenses.

## Événements

### XVesiècle
- 1435 : le traité d'Arras met fin à la guerre civile entre Armagnacs et Bourguignons.

### XVIIIesiècle
- 1711 : prise de Rio de Janeiro par Duguay-Trouin.
- 1745 : victoire jacobite à la bataille de Prestonpans, pendant la seconde rébellion jacobite.
- 1746 : le général Labourdonnaye et les troupes françaises prennent la ville de Madras aux Indes, dans le cadre de la guerre de succession d'Autriche.
- 1776 : le Grand Incendie de New York de 1776 dévaste une partie de la ville, peu de temps après son occupation par les troupes britanniques.
- 1792 : mise en place de la Convention nationale, et abolition de la royauté en France.
- 1793 : deuxième bataille de Montaigu, pendant la guerre de Vendée.

### XIXesiècle
- 1843 : la goélette Ancud hisse le drapeau chilien, à Puerto del Hambre, et prend ainsi possession du détroit de Magellan et de sa région, au nom de son pays.
- 1898 : coup d'État contre l'empereur de Chine Guangxu.

### XXesiècle
- 1920 : démission du président de la République française Paul Deschanel.
- 1933 : ouverture du procès de l'incendie du Reichstag.
- 1939 : assassinat d'Armand Călinescu, Premier ministre de Roumanie.
- 1951 : adoption de la loi Barangé sur le financement de l'école privée, après des débats très houleux.
- 1964 : indépendance de Malte.
- 1965 :
  - fin de la deuxième guerre indo-pakistanaise.
  - admission au sein de l'ONU de la Gambie, des Maldives et de Singapour.
- 1971 : admission au sein de l'ONU de Bahreïn, du Bhoutan et du Qatar.
- 1976 : admission, au sein de l'ONU, des Seychelles.
- 1979 : destitution de Bokassa Ier, fin de l'empire centrafricain et proclamation de la République centrafricaine.
- 1981 : indépendance du Belize.
- 1982 : Amine Gemayel est élu président de la République libanaise.
- 1984 : admission, au sein de l'ONU, de Brunei.
- 1991 : indépendance de l'Arménie.
- 1993 : Boris Eltsine déclenche une crise constitutionnelle russe.

### XXIesiècle
- 2018 : élections législatives au Swaziland, avec des candidats strictement sans étiquette, les partis en étant exclus.
- 2020 : en Italie, fin du référendum constitutionnel qui a lieu afin de permettre à la population de se prononcer sur un amendement constitutionnel visant à réduire le nombre de ses parlementaires. L'amendement, approuvé à une large majorité fait passer le nombre de députés de 630 à 400, et celui de sénateurs de 315 à 200, pour un total de 600 parlementaires élus contre 945 auparavant[2].
- 2024 : au Sri Lanka, Anura Kumara Dissanayaka (photo) remporte l'élection présidentielle[3].

## Arts, culture et religion
- 1188 : deux maréchaux-ferrants, Germon de Beuvry et Gautier de Béthune, s’inquiétant de la situation dramatique des habitants, décident de créer une charité (confrérie). C'est l'origine de la Confrérie des Charitables de Saint-Éloi, qui poursuit ses activités à Béthune de nos jours.
- 1457 : fondation de l'université Albert-Ludwigs de Fribourg-en-Brisgau, par l'archiduc Albert VI d'Autriche.
- 1551 : Charles Quint fonde l'université royale et pontificale du Mexique, par décret royal.
- 1551 : Inauguration du Teatro Español, institution séculaire de la place Sainte-Anne de Madrid.
- 1937 : première parution du roman Le Hobbit, par J. R. R. Tolkien.
- 1961 : Johnny Hallyday, qui vient d'avoir 18 ans, fait salle comble lors de son deuxième concert à l'Olympia[4],[5].
- 1978 : le groupe musical Earth, Wind and Fire fait référence au 21 septembre, dans son grand succès September[6].

## Sciences et techniques
- 1930 : l'ingénieur allemand Johann Ostermeyer dépose un brevet pour les ampoules-flashes photographiques.
- 1942 : premier vol du Boeing B-29 Superfortress.
- 1945 : arrêt de la production de la Jeep de la Seconde Guerre mondiale.[réf. nécessaire]
- 2003 : la sonde spatiale Galileo est envoyée s'écraser sur Jupiter.
- 2014 : la sonde américaine MAVEN est mise en orbite autour de la planète Mars.

## Économie et société
- 2000 : le président français Chirac évoque lors d’une interview télévisée l’affaire de la vidéocassette de confession d'un feu Méry sur les finances occultes du RPR qu'il qualifie d'"abracadabrantesque"[7].
- 2001 : explosion de l'usine AZF de Toulouse, qui provoque 31 morts, 2 500 blessés, et de lourds dégâts matériels.
- 2013 : tuerie du centre commercial Westgate, à Nairobi au Kenya, Afrique de l'est.
- 2015 : le scandale du Daraprim éclate aux États-Unis, où le prix du médicament a augmenté de 5 455 %.

## Naissances

### XVIesiècle
- 1562 : Vincent Ier, duc de Mantoue et de Montferrat († 18 février 1612).

### XVIIesiècle
- 1640 : Philippe de France, duc d'Orléans († 9 juin 1701).
- 1645 : Louis Jolliet, explorateur canadien († 1700).
- 1689 : Jan Klemens Branicki, militaire polonais († 9 octobre 1771).

### XVIIIesiècle
- 1756 : John Loudon McAdam, ingénieur britannique († 26 novembre 1836).
- 1770 : Raffaele Albertolli, peintre italien († 7 janvier 1812).
- 1778 : Carl Ludwig Koch, naturaliste et médecin allemand († 23 août 1857).

### XIXesiècle
- 1829 : Auguste Toulmouche, peintre français († 16 octobre 1890).
- 1853 : Heike Kamerlingh Onnes, physicien néerlandais, prix Nobel de physique en 1913 († 21 février 1926).
- 1862 : Henri Cler, anarchiste et syndicaliste français († 21 juin 1910).
- 1866 :
  - Charles Nicolle, médecin et microbiologiste français, Prix Nobel de médecine en 1928 († 28 février 1936).
  - Herbert George Wells, écrivain britannique († 13 août 1946).
- 1868 :
  - Albert Samanos, romancier français († 6 octobre 1905).
  - Rosalie Soubère, anarchiste, illégaliste et terroriste française.
- 1874 : Gustav Holst, compositeur britannique († 25 mai 1934).
- 1875 : « El Algabeño » (José García Rodríguez dit), matador espagnol († 7 janvier 1947).
- 1881 : Émile Georget, cycliste sur route français († 16 avril 1960).
- 1888 : Lucien Baroux, acteur français († 21 mai 1968).
- 1895 (en fait 3 ou 5 octobre grégorien)[8] : Sergueï Essénine, poète russe.
- 1898 : Eugène Dabit, écrivain et peintre français († 21 août 1936).

### XXesiècle
- 1901 : Learie Constantine, joueur de cricket trinidadien († 1er juillet 1971).
- 1902 :
  - Luis Cernuda, poète espagnol († 5 novembre 1963).
  - Howie Morenz, hockeyeur professionnel canadien († 8 mars 1937).
  - Ilmari Salminen, athlète de fond finlandais († 5 janvier 1986).
- 1909 :
  - Hélène Lazareff, journaliste française d'origine russe († 16 février 1988).
  - Kwame Nkrumah, enseignant et homme politique ghanéen, premier président du Ghana de 1960 à 1966 († 27 avril 1972).
- 1912 :
  - Chuck Jones, homme de cinéma américain († 22 février 2002).
  - György Sándor, musicien hongrois († 9 décembre 2005).
- 1916 : Françoise Giroud, journaliste et femme politique française secrétaire d'État († 19 janvier 2003).
- 1919 :
  - Mario Bunge, physicien et philosophe argentin († 25 février 2020).
  - Serge Grave (Serge Hubert Lefèvre-Grave dit), acteur français surtout dans sa jeunesse († 30 janvier 1995).
- 1920 :
  - Robert Wangermée, musicologue belge († 22 juillet 2019).
  - Kim Yong-ju (김영주), homme politique nord-coréen, frère cadet du dictateur Kim Il-sung († vers le 13 décembre 2021).
- 1921 : John McHale, joueur et dirigeant de baseball américain († 17 janvier 2008).
- 1925 : Iosif Sîrbu, tireur sportif roumain, champion olympique († 6 septembre 1964).
- 1926 : Prosper Weil, juriste et universitaire français († 3 octobre 2018).
- 1927 :
  - Maurice Lemire, historien canadien († 4 avril 2019).
  - Gilles Thibaut, parolier français († 8 août 2000).
- 1928 : Édouard Glissant, écrivain, poète et essayiste français († 3 février 2011).
- 1929 : (le) professeur Choron (Georget Bernier dit), humoriste et homme de presse français († 10 janvier 2005).
- 1930 : Dawn Addams, actrice britannique († 7 mai 1985).
- 1931 : Larry Hagman, acteur américain († 23 novembre 2012).
- 1933 : Christian Bourgois, éditeur français († 20 décembre 2007).
- 1934 :
  - Leonard Cohen, chanteur canadien († 7 novembre 2016).
  - Jérôme Seydoux, homme d'affaires et milliardaire français.
- 1935 : James Christopher « Jimmy » Armfield, footballeur puis entraîneur anglais († 22 janvier 2018).
- 1936 :
  - Dickey Lee (en) (Royden Dickey Lipscomb dit), chanteur et compositeur américain.
  - Gérard Meys, éditeur musical français de Jacques Brel, Juliette Gréco, Jean Ferrat, Isabelle Aubret, Daniel Guichard, etc.
- 1937 : John D'Amico (en), officiel canadien de la Ligue nationale de hockey († 29 mai 2005).
- 1940 : Jan Woleński, philosophe polonais.
- 1943 :
  - Larisa Alaverdian, femme politique arménienne.
  - Jerry Bruckheimer, producteur américain.
  - Loïk Le Floch-Prigent, homme d'affaires français, P-DG d'Elf de 1989 à 1993 puis de la SNCF de 1995 à 1996.
- 1944 : Gilbert Poirot, sauteur à ski puis entraîneur et juge international français († 1er février 2012).
- 1945 :
  - David Michel, artiste ventriloque français.
  - Bjarni Tryggvason, spationaute canadien.
- 1946 : Moritz Leuenberger, homme politique suisse, conseiller fédéral de 1995 à 2010.
- 1947 :
  - Donald William « Don » Felder, musicien américain du groupe Eagles.
  - Mohamed Ali Halouani (محمد علي الحلواني), homme politique tunisien.
  - Stephen King, écrivain américain.
- 1948 : Jacques Bral, homme de cinéma français († 17 janvier 2021).
- 1949 :
  - Yusaku Matsuda (松田 優作), acteur japonais († 6 novembre 1989).
  - Marc Molitor, footballeur français.
  - Odilo Pedro Scherer, prélat brésilien.
- 1950 :
  - Philippe Caubère, acteur français.
  - Bill Murray (William James Murray dit), acteur américain.
- 1952 :
  - Ali Fergani (علي فرقاني), footballeur puis entraîneur algérien.
  - Dominique Rey, prélat français.
- 1953 : Marc Pajot, navigateur français et baulois vainqueur de la 2e Route du rhum et challenger de la Coupe de l'América en 1992.
- 1954 :
  - Shinzō Abe, homme politique japonais deux fois premier ministre († 8 juillet 2022).
  - Bruno David, paléontologue et biologiste français.
- 1955 :
  - François Cluzet, acteur français et en partie breton.
  - Richard James Hieb, astronaute américain.
- 1957 :
  - Ethan Coen, réalisateur et scénariste américain.
  - Sidney Moncrief, basketteur américain.
- 1958 : Rick Mahorn, basketteur américain.
- 1960 : David James Elliott, acteur canadien.
- 1961 :
  - Philippe Anziani, footballeur puis entraîneur français.
  - Nancy Travis, actrice américaine.
- 1962 :
  - Peter Åslin, hockeyeur sur glace suédois († 19 janvier 2012).
  - Robert Alan « Rob » Morrow, acteur américain.
- 1963 :
  - Cecil Fielder, joueur de baseball américain.
  - Angus Macfadyen, acteur écossais.
  - Trevor Steven, footballeur anglais.
- 1965 :
  - Frédéric Beigbeder, romancier et critique littéraire français et basque.
  - David Wenham, acteur australien.
  - Jesper Seier, skipper danois, champion olympique.
- 1966 : Jean-Pierre Michael, acteur français.
- 1967 :
  - Faith Hill (Audrey Faith Perry McGraw dite), chanteuse américaine.
  - Suman Pokhrel, poète, traducteur et artiste népalais.
  - Stéphane Rotenberg, journaliste et homme de télévision français.
- 1969 :
  - Anne Depétrini, animatrice française.
  - Frédéric Dieudonné, auteur, réalisateur et producteur de cinéma.
  - Curtis Leschyshyn, hockeyeur sur glace canadien.
- 1970 :
  - Robert Patrick « Rob » Benedict, acteur et scénariste américain.
  - Unique Priscilla, actrice, mannequin et présentatrice indonésienne.
- 1971 :
  - Laurent Paquin, humoriste canadien.
  - Alfonso Ribeiro, acteur américain.
  - Luke Wilson, homme de cinéma américain.
- 1972 :
  - Olivia Bonamy, actrice française.
  - Randolph Childress, basketteur américain.
  - Liam Gallagher, chanteur britannique du groupe Oasis.
- 1973 :
  - Driulis González, judoka cubaine championne olympique.
  - Andrei Kivilev (Андрей Михайлович Кивилёв), coureur cycliste kazakh († 12 mars 2003).
  - Virginia Ruano Pascual, joueuse de tennis espagnole.
- 1974 :
  - Henning Fritz, handballeur allemand.
  - Teddy Richert, footballeur français.
- 1977 :
  - Jesús Chagoyen, basketteur espagnol.
  - Marcin Lijewski, handballeur polonais.
  - Jurica Ružić, basketteur croate.
- 1979 : Chris Gayle, joueur de cricket jamaïcain.
- 1980 :
  - Robert Hoffman, acteur américain.
  - Anđa Jelavić, basketteuse croate.
  - Kareena Kapoor (करीना कपूर), actrice indienne.
- 1981 :
  - Nicole Richie, actrice américaine.
  - Alex Vizorek, humoriste et chroniqueur belge.
- 1982 : Chrístos Tapoútos (Χρήστος Ταπούτος), basketteur grec.
- 1983 :
  - Fernando Cavenaghi, footballeur argentin.
  - Maggie Grace (Margaret Grace Denig dite), actrice américaine.
  - Ycare (Assane Attyé dit), chanteur français.
- 1985 :
  - Chloé Nabédian, présentatrice française.
  - Russ Sinkewich, joueur professionnel américain de hockey sur glace.
- 1986 :
  - Darnell Harris, basketteur américain.
  - Lindsey Stirling, violoniste américaine.
- 1987 :
  - Ryan Guzman, acteur, danseur et mannequin américain.
  - Courtney Paris, basketteuse américaine.
  - Amir Tataloo, chanteur, compositeur et poète iranien.
- 1989 :
  - Jason Derülo (Jason Joel Desrouleaux dit), chanteur américain.
  - Corperryale L'Adorable « Manny » Harris, basketteur américain.
  - Ben Mee, footballeur anglais.
- 1990 : Christian Serratos, actrice américaine.
- 1991 :
  - Lerato Kgasago, footballeuse sud-africaine.
  - Ponce (Aurélien Gilles dit), streamer français.
- 1992 : Alireza Beiranvand, footballeur iranien.
- 1996 : Kristine Froseth, actrice et mannequin norvégienne.
- 1998 :
  - Lorenzo Brino, acteur américain.
  - Tadej Pogačar, cycliste slovène.

### XXIesiècle
- 2005 : Erza Muqoli, chanteuse française.

## Décès

### Iersiècleav. J.-C.
- 19 av. J.-C. : Virgile, poète romain (° 15 octobre 70 av. J.-C.).

### xiiesiècle
- 1109 : Svatopluk I, duc de Bohème de 1107 à 1109 (° 1075)

### XIIIesiècle
- 1235 : André II, roi de Hongrie de 1205 à 1235 (° 1135).

### XIVesiècle
- 1317 : Viola Élizabeth de Cieszyn, reine de Hongrie en 1305 ainsi que de Bohême et de Pologne de 1305 à 1306 (° 1291).

### XVIesiècle
- 1558 : Charles Quint (Charles de Habsbourg dit Carlos Quinto en espagnol castillan, Charles V ou), roi d'Espagne de 1516 à 1556 et empereur romain germanique de 1519 à 1558 (° 24 février 1500).

### XVIIIesiècle
- 1721 : Tommaso Bonaventura della Gherardesca, religieux catholique italien, archevêque de Florence de 1703 à 1721 (° 24 juillet 1654).
- 1761 : Gabriel Malagrida, missionnaire italien, étranglé puis brûlé à Lisbonne (° 18 septembre 1689).

### XIXesiècle
- 1832 : Walter Scott, poète et romancier britannique (° 15 août 1771).
- 1860 : Arthur Schopenhauer, philosophe allemand (° 22 février 1788).
- 1866 : Karl Ludwig Hencke, astronome allemand (° 8 avril 1793).
- 1874 : Léonce Élie de Beaumont, géologue français (° 25 septembre 1798).
- 1886 : Alexandre Adam, homme politique français (° 1er octobre 1790).
- 1891 : Cayetano Sanz, matador espagnol (° 7 août 1821).

### XXesiècle
- 1923 : Fidel Pagés, médecin espagnol (° 26 janvier 1886).
- 1936 : Antoine Meillet, linguiste français (° 11 novembre 1866).
- 1937 : Henri Capitant, juriste français, agrégé de droit, professeur de droit privé (° 15 septembre 1865).
- 1939 : Armand Călinescu, homme politique roumain, premier ministre de Roumanie en 1939, assassiné (° 22 mai 1893).
- 1942 : Maurice Pillard Verneuil, décorateur et critique d'art français (° 29 avril 1863).
- 1950 : Edward Arthur Milne, mathématicien et astrophysicien britannique (° 14 février 1896).
- 1964 : Mary Morris Knibb, enseignante, militante et femme politique jamaïcaine (° 28 février 1886).
- 1966 : Paul Reynaud, homme politique français, président du Conseil des ministres de mars à juin 1940 (° 15 octobre 1878).
- 1967 : Médard Bourgault, sculpteur québécois (° 8 juin 1897).
- 1971 : Bernardo Houssay, physiologiste argentin, prix Nobel de médecine en 1971 (° 10 avril 1887).
- 1972 : Henry de Montherlant, homme de lettres et académicien français (° 20 avril 1895).
- 1974 :
  - Walter Brennan, acteur américain (° 25 juillet 1894).
  - Jacqueline Susann, romancière américaine (° 20 août 1918).
- 1981 : Tony Aubin, compositeur et chef d'orchestre français académicien ès beaux-arts (° 8 décembre 1907).
- 1983 : Yves Jullian, officier des Forces françaises libres, compagnon de la Libération, géologue (° 19 juillet 1918).
- 1987 : Jaco Pastorius, musicien américain (° 1er décembre 1951).
- 1990 :
  - Jacques Lippe, comédien belge de théâtre et de cinéma à Bruxelles et à Paris (° 19 avril 1925).
  - Xavier Nicole, adolescent résistant français pendant la Seconde Guerre mondiale (° 17 août 1925).
- 1992 : Bill Williams (Herman August Wilhelm Katt dit), acteur américain (° 21 mai 1915).
- 1993 : Fernand Ledoux, acteur français (° 24 janvier 1897).
- 1996 :
  - Anne-Marie Bauer, résistante française (° 9 juin 1914).
  - Paolo De Poli, artiste, designer et peintre italien (° 1er août 1905).
  - Viviane Gosset, actrice française (° 12 juillet 1908).
  - Sabine Zlatin, résistante et peintre française (° 13 janvier 1907).
- 1997 : Hendrik Fayat, homme politique belge (° 28 juin 1908).
- 1998 :
  - Abdelghani Bousta, homme politique marocain (° 18 février 1949).
  - Clara Calamai, actrice italienne (° 7 septembre 1909).
  - Florence Griffith-Joyner, athlète américaine (° 21 décembre 1959).
  - Arto Tiainen, fondeur finlandais (° 5 septembre 1930).
- 1999 : Ozaki Hotsuki, écrivain et critique littéraire japonais (° 29 novembre 1928).
- 2000 : Jacques Flynn, homme politique canadien (° 22 août 1915).

### XXIesiècle
- 2002 : Robert Forward, physicien et écrivain américain (° 15 août 1932)
- 2006 :
  - Bernar, dessinateur de presse français (° 9 janvier 1957).
  - Raymond « Boz » Burrell, bassiste anglais des groupes King Crimson et Bad Company (° 1er août 1946).
- 2007 :
  - Hallgeir Brenden, fondeur norvégien (° 10 février 1929).
  - Alice Ghostley, actrice américaine (° 14 août 1923)
  - Rex Humbard (en), télévangéliste américain (° 13 août 1919).
  - Petar Stambolić, homme d'État yougoslave puis serbe (° 12 juillet 1912).
- 2008 : Dingiri Banda Wijetunga, homme d'État sri-lankais (° 15 février 1916).
- 2009 :
  - Robert Ginty, acteur, réalisateur et scénariste américain (° 14 novembre 1948).
  - Lin Xiling (林希翎 en chinois), militante chinoise (° Cheng Hai Guo le 25 octobre 1935).
  - Parviz Meshkatian, compositeur iranien (° 15 mai 1955).
- 2010 : Bernard Genoud, prélat suisse (° 22 février 1942).
- 2011 :
  - Marcel Bitsch, compositeur français (° 29 décembre 1921).
  - Jean-Paul Clébert, écrivain français (° 23 février 1926).
  - Paulette Dubost, actrice française (° 8 octobre 1910).
- 2012 :
  - Henry Bauchau, poète, dramaturge et romancier belge (° 22 janvier 1913).
  - Sven Hassel, écrivain danois (° 19 avril 1917).
  - Patrick Saussois, guitariste de jazz français (° 24 juin 1954).
  - Mike Sparken, pilote automobile français (° 16 juin 1930).
- 2013 : Michel Brault, directeur de photographie, réalisateur, producteur et scénariste québécois (° 25 juin 1928).
- 2016 : Leonidas Donskis, philosophe et essayiste lituanien (° 13 mars 1962).
- 2017 : Liliane Bettencourt, femme d'affaires française (° 21 octobre 1922).
- 2019 :
  - Sid Haig (Sidney Eddy Mosesian dit), acteur américain (° 14 juillet 1939).
  - Günter Kunert, écrivain allemand (° 6 mars 1929).
  - Claude Lebrun, professeure de français et autrice française de livres pour enfants, scénariste de Petit Ours brun (° 13 août 1929).
- 2020 : Michael Lonsdale, acteur franco-britannique (° 24 mai 1931).
- 2021 :
  - Jean-Baptiste Etcharren, Romano Fogli, Willie Garson, Al Harrington, Richard H. Kirk, La Prieta Linda, Melvin Van Peebles,
  - le maréchal Mohamed Hussein Tantawi, chef d'État intérimaire entre la 1re révolution égyptienne en 2011 et l'élection du frère musulman Moham(m)ed Morsi.
- 2022 :
  - Lydia Alfonsi, actrice italienne (° 28 avril 1928).
  - Andrea Bodó, gymnaste artistique hongroise (° 4 août 1934).
  - François Corteggiani, scénariste de bande dessinée et dessinateur français (° 21 septembre 1953).
  - Bertrand Créac'h, sculpteur français (° 27 novembre 1947).
  - Raymond Huguet, coureur cycliste français (° 8 février 1938).
  - Françoise Pinsard, nouvelliste française (° 6 avril 1929).
- 2023 :
  - Maya Georgieva, volleyeuse internationale bulgare (° 7 mai 1955).
  - Walewska Oliveira, volleyeuse internationale brésilienne (° 1er octobre 1979).
  - Jeremy Silman, joueur d'échecs américain (° 28 août 1954).
- 2024 :
  - Benny Golson, saxophoniste, ténor, compositeur et arrangeur américain (° 25 janvier 1929).
  - Jacques de Groote, financier et banquier belge (° 25 mai 1932).
  - Maxime Tandonnet, haut fonctionnaire, également essayiste et biographe français (° 7 octobre 1958).

## Célébrations
- Nations unies : journée internationale de la paix.
- Journée mondiale de la maladie d'Alzheimer.
- Journée mondiale de la gratitude[9]
- Arménie : fête nationale commémorant son indépendance politique vis-à-vis de l'Union soviétique en 1991.
- Belize : fête nationale commémorant son indépendance vis-à-vis du Royaume-Uni en 1981.
- Brésil : journée nationale de l’arbre[10].
- Malte : fête nationale commémorant son indépendance vis-à-vis du Royaume-Uni en 1964.
- Néopaganisme : Mabon, dans la roue de l'année.
- Église orthodoxe : fête de la Nativité ou Théotokos.

### Saints des Églises chrétiennes

#### Catholiques et orthodoxes
Saints du jour, :
- Alexandre d'Avelino († 154), évêque d'Avellino, martyr sur la via Claudienne près de Rome, sous Antonin le Pieux.
- Bésoire († ?), martyr.
- Cadoc († 154 ou VIe siècle) - ou « Cado(u) », « Cadoc », « Catuod », « Catocou », « Cazout » ou « Cadochus » -, ermite en Bretagne et martyr à Bannaventa (en) (Weedon) dans le comté de Northampton en Angleterre, patron de Llancarfan près de Cardiff où il aurait fondé une abbaye.
- Castor d'Apt († 419) - ou « Castor de Nîmes » ou « Castré » en provençal ou « Castorius » en latin -, originaire de Nîmes, abbé de Mananque, puis évêque d'Apt en Provence.
- Déborah (XIIIe siècle av. J.-C.) - ou « Débora » ou « Dvora » -, personnage biblique de l'Ancien Testament, prophétesse et Juge d'Israël.
- Eusèbe de Gaza, Nestabe et Zénon, frères, ainsi que Nestor et Boussiris († entre 360 et 363), martyrs à Gaza en Palestine sous Julien.
- Francaire (IVe siècle), Père de Saint Hilaire de Poitiers.
- Gérulphe de Mérendrée († vers 746), adolescent assassiné par son oncle, patron de la ville de Drongen près de Gand en Flandre.
- Grégoire de Tallard († 404), évêque d'Amnice, en Grande Arménie, devenu pèlerin et évangélisateur dans les Alpes du Sud, mort et vénéré à Tallard en Dauphiné.
- Iphigénie, princesse éthiopienne convertie par Matthieu.
- Jonas (IXe siècle av. J.-C. voire VIIIe siècle av. J.-C. environ, malgré les deux Livres bibliques le mentionnant qui pourraient dater quant à eux des VIIe siècle av. J.-C. pour le Deuxième Livre des Rois et IXe siècle av. J.-C. voire IVe siècle av. J.-C. pour le Livre de Jonas[13]), un des douze petits prophètes de l'Ancien Testament biblique qui aurait été temporairement avalé vivant par un monstre marin.
- Landelin (VIIe siècle), Moine irlandais.
- Matthieu († ?), apôtre et évangéliste ; date occidentale. Fêté le 16 novembre en Orient.
- Maure († 850), vierge, martyr de la charité.
- Pamphile (IIe siècle), Martyr à Rome.
- Quadratus (IIe siècle), évêque à Athènes.

#### Saints ou bienheureux catholiques
Saints du jour :
- Emmanuel Torro Garcia († 1936), bienheureux laïc espagnol martyr de la guerre civile espagnole.
- François Jaccard et Thomas Tran Van Thien († 1838), martyrs au Vietnam.
- Jacques Chastan († 1839), prêtre missionnaire français, bienheureux, martyr en Corée.
- Jean Prandotha († 1266), bienheureux évêque polonais.
- Laurent Imbert († 1839), évêque missionnaire français, bienheureux, martyr en Corée.
- Marc de Modène († 1498), bienheureux prêtre dominicain.
- Pierre Maubant († 1839), prêtre missionnaire français, bienheureux, martyr en Corée.
- Rosario Angelo Livatino († 1990), bienheureux laïc italien, martyr.
- Vincent Galbis Girones († 1936), bienheureux laïc espagnol martyr de la guerre civile espagnole.

#### Saints orthodoxes
- Joseph de Zaonikiev († 1612), ascète russe.

### Prénoms
Matthieu et ses variantes : Mathieu, Mathieux, Matéo, Mathéis, Matheo, Mathéo, Mathias (célébrés aussi à part), Mathis, Matis, Matisse, Matteo, Mattéo, Matthew, Matthews, Matthieux, Matthis, Mattis ; aux formes féminines Mathéa et Mattéa (fête locale aussi le 27 mars) et aux nom alternatif et variantes bretonnes plus loin.
Et aussi :
- Castor,
- Déborah et ses variantes et diminutifs : Deborah, Debbie, Debby, Debora, Deborha, Deborrah, Debra(h), Débra(h).
- Gérulf et sa variante Gérulphe.
- Jonas et ses variantes : Yoni, Younes, Younès, Youness, Younesse, Younous, Younouss, Younousse, Yunus ; et la forme féminine Yona (Colombe, comme au masculin francophone contemporain).
- Levi, autre (pré)nom évangélique chronique de Saint Matthieu dans les Écritures, bien que publicain plutôt que prêtre, de métier.
- Mazhe, Mahé, Maheu, Méheu(t), Méhieu, Mazhev, Mazheva, Mazhevenn.

## Traditions et superstitions

### Dictons du jour
- « À la saint-Matthieu, cueille le raisin si tu veux. »[14]
- « À la saint-Mathieu, les jours sont égaux aux nuits, dans leur cours. »[14]
- « À la saint-Matthieu, s'il fait bleu, c'est qu'il fait beau, prépare tes tonneaux. »[15]
- « Pour la saint-Matthieu, l'automne remplace l'été. »[14]
- « Quand il pleut à la saint-Matthieu, fais coucher tes vaches et tes bœufs. »[16]
- « Quand vient Matthieu, les vierges, adieu. »[réf. nécessaire][17]
- « Quand vient Saint Matthieu, le pinson (ou l'été) fait ses adieux. »[18]
- « Si Matthieu pleure au lieu de rire, le vin en vinaigre vire. »[14]

### Astrologie
- Signe du zodiaque : trentième et avant-dernier jour du signe astrologique de la Vierge.

## Toponymie
- Les noms de plusieurs voies, places, sites ou édifices de pays ou régions francophones contiennent la date du jour sous diverses graphies possibles : voir Vingt-et-Un-Septembre .